# جيمس موران بايرون
جيمس موران بايرون (بالإنجليزية: James Byron Moran)‏ (و. 1930 – 2009 م) هو محام، وقاض، وسياسي من الولايات المتحدة الأمريكية .

## التعليم
تعلم في جامعة ميشيغان، وكلية هارفارد للحقوق.